# Eparchie für Wien und Österreich

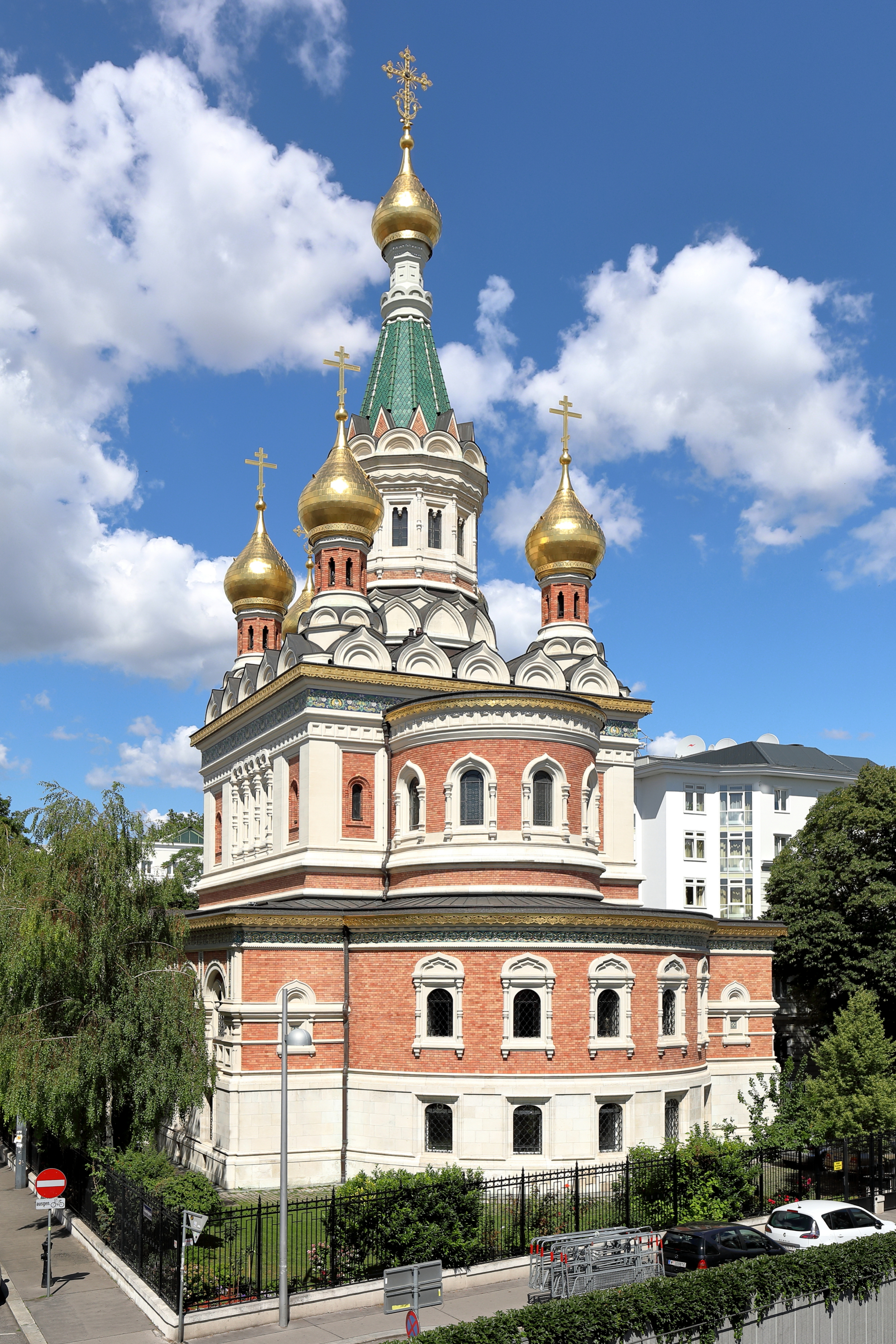
Russisch-Orthodoxe Kathedrale Hl. Nikolaus

Die Eparchie für Wien und Österreich, Wiener und Österreichische Diözese (russisch Венская и Австрийская епархия) ist eine Diözese (Eparchie) der Russisch-orthodoxen Kirche.
Ihre Kathedrale ist die Kirche Hl. Nikolaus in Wien-Landstraße.
Sie untersteht dem Patriarchat für Moskau und ganz Russland, derzeit unter Patriarch Kyrill I., mit Mark, Erzbischof von Jegorjewsk als zuständigem kommissarischem Sekretär am Amt für ausländische Institutionen (Außenamt), der das Amt des Bischofs ausübt, und auch für Budapest und Ungarn zuständig ist.

## Kirchengemeinden
- Russisch-orthodoxe Kirchengemeinde der Kathedrale Hl. Nikolaus in Wien
- Russisch-orthodoxe Kirchengemeinde zu Mariä Schutz in Graz – Gottesdienst in der Schatzkammerkapelle der Minoriten
- Gemeinde zu den hl. Neomärtyrern und Bekennern Russlands in Linz – Gottesdienst in St. Paul zu Pichling

## Geschichte
Die Anfänge der russisch-orthodoxen Gemeinde in Österreich gehen auf die Zeit von Zar Peter I. dem Großen (1672–1725) zurück. Seit 1899 gab es eine Pfarrkirche. 1946 wurde ein Exarch des Patriarchats in Mitteleuropa nach Wien entsandt. 1951 wurde in Wien ein Dekanat eingerichtet, die Diözese für Österreich besteht seit 1962. Die formale staatlichen Anerkennung erfolgte 1967, womit die Eparchie den Status einer Körperschaft des öffentlichen Rechts hat.

## Bischöfe von Wien und Österreich
- Sergius (Koroljow) (7. Juni 1946 – 17. November 1948)
- Philaret (Denissenko) (16. November 1962 – 22. Dezember 1964)
- Bartholomäus (Gondarowskij) (22. Dezember 1964 – 7. Juli 1966)
- Jonathan (Kopolowitch) (7. Juli 1966 – 7. Oktober 1967) Verwalter, Bischof von Tegel
- Melchisedech (Lebedew) (7. Oktober 1967 – 25. Juni 1970)
- Hermann (Timofejew) (25. Juni 1970 – 3. September 1974)
- Victorine (Beljajew) (3. September 1974 – 13. März 1975)
- Irenäus (Susemihl) (13. März 1975 – 26. Juni 1999)
- Pawel (Ponomarjow) (28. Dezember 1999 – 7. Mai 2003)
- Hilarion (Alfejew) (7. Mai 2003 – 31. März 2009)
- Mark (Golokow) (31. März 2009 – 22. Oktober 2015) Verwalter, Erzbischof von Jegorjewsk
- Tichon (22. Oktober 2015 – 28. Dezember 2017) Verwalter, bischof von Jegorjewsk
- Antonij (Sewrjuk) (28. Dezember 2017 – 30. Mai 2019)
- Ioann (Roschtschin) (seit dem 30. Mai 2019)
- Aleksi (Sanotschkin) seit 2020